# Anesthesia & Analgesia
Anesthesia & Analgesia は、1922年に創刊された麻酔、疼痛管理、周術期医学をカバーする月刊の査読付き医学雑誌である。 Anesthesia & Analgesia とは「麻酔と鎮痛」を意味する。
IARSの機関誌として、リッピンコット・ウィリアムズ&ウィルキンスによって発行されている。
ジャーナルサイテーションレポートによると、この雑誌の2020年のインパクトファクターは5.178で、麻酔科学カテゴリの33誌中7位にランクされている。
姉妹誌として、"A&A Practice"も刊行されている。